# عطیات، قنا
عطیات (به عربی: العطيات)، روستایی از توابع دشنا در استان قنا و کشور مصر است.

## جمعیت
براساس سرشماری سال ۲۰۰۶ مصر، جمعیت آن ۱۸۶۷۳ نفر(۹۲۰۰ مرد و  ۹۴۷۳  زن) بوده‌است.